# Robert Giertsen
Robert Roach Giertsen (ur. 24 sierpnia 1894 w Bergen, zm. 27 października 1978 w Bergen) – norweski żeglarz, olimpijczyk, zdobywca złotego medalu w regatach na Letnich Igrzyskach Olimpijskich w 1920 roku w Antwerpii.
Na Letnich Igrzyskach Olimpijskich 1920 zdobył złoto w żeglarskiej klasie 10 metrów (formuła 1919). Załogę jachtu Mosk II tworzyli również Charles Arentz, Willy Gilbert, Arne Sejersted, Halfdan Schjøtt, Trygve Schjøtt i Otto Falkenberg.